# Welttag des geistigen Eigentums
Der Welttag des geistigen Eigentums (auch World IP Day oder WIP-Day genannt, englisch World Intellectual Property Day) wird seit dem Jahr 2000 von der Weltorganisation für geistiges Eigentum (WIPO) ausgerufen, um die Bedeutung der Rechte geistigen Eigentums – etwa Patente, Handelsmarken, Produktdesigns, Urheberrechte – für die Förderung von Innovation und Kreativität zu verdeutlichen. Der ursprünglich von der UNESCO angeregte Tag findet jedes Jahr am 26. April statt. An diesem Tag trat im Jahr 1970 die Gründungsvereinbarung (Convention) der WIPO in Kraft. Weltweit finden an dem Aktionstag Veranstaltungen zum Thema geistiges Eigentum statt.

## Themenschwerpunkte
Der Welttag widmet sich jedes Jahr einem thematischen Schwerpunkt.
- 2001 Erfinder und Kulturschaffende: Creating the Future Today[5]
- 2002 Kreativität: Encouraging Creativity[5]
- 2003 Wirtschaft: Making IP your Business[5]
- 2004 Entwicklung: the Importance of IP for Economic, Social and Cultural Development[5]
- 2005 Inspiration junger Leute: Think, imagine, create[5]
- 2006 Ideen: IP – It Starts with an Idea[5]
- 2007 Geistiges Eigentum und Kreativität: The Link Between IP and Creativity[5]
- 2008 Schutz geistigen Eigentums: Celebrating Innovation and Respecting IP[5]
- 2009 Umweltschonende Technik: Promoting Green Innovation as the key to a Secure Future[5]
- 2010 Vernetzung: Innovation – Linking the World[5]
- 2011 Designer: Designing the Future[5]
- 2012 Erfinder: Visionary Innovators[5]
- 2013 Kreativität: Creativity – The Next Generation[5]
- 2014 Film: Movies – A Global Passion[6]
- 2015 Musik: Get up, stand up. For music.[7]
- 2016 Digitale Kreativität – Digital Creativity: Culture Reimagined[8]
- 2017 Innovation: Innovation – Improving Lives[9]
- 2018 Frauen: Powering change: Women in innovation and creativity[10]
- 2019 Sport: Reach for Gold: IP and Sports[11]
- 2020 Umwelt: Innovate for a green future[12]
- 2022 Geistiges Eigentum und Jugend – Innovationen für eine bessere Zukunft[13]

## Politische Initiativen und Stellungnahmen anlässlich des Welttags
In einer Videobotschaft zum Welttag des geistigen Eigentums im Jahr 2008 sagte die deutsche Bundeskanzlerin Angela Merkel ihre Unterstützung im Kampf gegen illegale Raubkopien aus dem Internet zu. Sie werde sich auch auf internationaler Ebene für den Schutz geistigen Eigentums einsetzen. „Raubkopien sind kein Kavaliersdelikt“, sagte sie. Sie reagierte damit auf einen offenen Brief, in dem rund 200 bekannte Künstler einen stärkeren Schutz geistigen Eigentums von ihr gefordert hatten.
Der damalige Kulturstaatsminister Bernd Neumann forderte freiwillige Vereinbarungen zwischen Providern und Rechteinhabern zur Bekämpfung der so genannten Internetpiraterie nach französischem Vorbild, eine indirekte Forderung nach Internetsperren bei Urheberrechtsverletzungen.
Die damalige Bundesjustizministerin Brigitte Zypries sprach sich für eine stärkere Achtung geistigen Eigentums aus und begrüßte Maßnahmen gegen Software- und Produktpiraterie.
Im Jahr 2010 lud Kulturstaatsminister Neumann Spitzenvertreter aus der Kultur ein und sagte, „massive Urheberrechtsverletzungen im Internet“ brächten die Kultur- und Kreativbranche nach wie vor in Bedrängnis. Zugleich forderte er diese Branchen auf, das Internet „noch stärker als bisher nicht nur als Risiko, sondern auch als Chance zu sehen“.
Der österreichische Patentamtspräsident Friedrich Rödler sagte anlässlich des Welttags des geistigen Eigentums im Jahr 2014: „Gerade in Zeiten der Globalisierung ist der Schutz geistigen Eigentums wichtiger denn je. Ein wirksamer Rechtsschutz hilft innovativen Unternehmen, bestehende und zukünftige Absatzmärkte abzusichern und gegen unlautere Konkurrenz oder Produktpiraterie vorzugehen“.